# Duolandrevus mostovskyi
Duolandrevus mostovskyi is een rechtvleugelig insect uit de familie krekels (Gryllidae). De wetenschappelijke naam van deze soort is voor het eerst geldig gepubliceerd in 1999 door Gorochov.